# 남원 양씨 (楊)
남원 양씨 (楊)(南原 楊氏)는 전북특별자치도 남원시를 본관으로 하는 한국의 성씨이다.

## 역사
『남원양씨족보(南原楊氏族譜)』에 따르면 시조 양경문(楊敬文)은 고려시대 지영월군사(知寧越郡事)를 지냈다고 한다.
그 뒤 소목(昭穆)을 빠뜨렸고 2세부터 5세까지는 자세한 기록이 없어 9세손 양이시(楊以時)를 중조로 삼는다. 양이시(楊以時)는 1355년(공민왕 4년) 문과에 급제하고 지신사(知申事)가 되어 집현전대제학(集賢殿大提學)을 지냈다.

## 인물
- 양공준(楊公俊, 1484년 ~ 1525년) : 자는 언경(彦卿). 전라도 순창(淳昌) 구미(龜尾)에서 출생했다. 아버지는 구암(龜巖) 양배(楊培)이다. 1507년(중종 2)에 진사시에 합격하고, 1520년(중종 15)에 별시 문과에 병과 급제하여 호조좌랑(戶曹佐郞), 병조좌랑 겸 춘추관(兵曹佐郞兼春秋館) 기주관(記注官)을 지냈다. 양공준의 진사시 합격증인 백패(白牌)와 문과합격증인 홍패(紅牌)는 보물 725호로 지정되었다.
- 양홍(楊洪, 1508년 ~ 1564년) : 양공준의 아들. 1540년(중종 35) 별시 문과에 급제한 후 홍문관전한(弘文館典翰)‧사복시부정(司僕寺副正) 등을 역임하였다. 1555년(명종 10) 을묘왜란(乙卯倭亂)이 일어났을 때 선산부사(善山府使)로 재임 중 왜구를 토벌하여 공훈을 세웠다.
- 양사형(楊士衡, 1547 ∼ 1599년) : 양홍의 아들. 자는 계평(季平), 호는 영하정(暎霞亭) 또는 어은(漁隱). 노진(盧稹)·유희춘(柳希春)의 문하에서 수학하여 1579년(선조 12) 생원시에 합격하였고, 1588년 식년문과에 병과로 급제한 뒤 군자감(軍資監)의 봉사(奉事)·직장(直長) 등을 역임하였다. 1592년 벼슬을 사임하고 남원에 낙향하였는데, 그 해 여름에 왜적이 침범하자 이대윤(李大胤)·최상중(崔尙重) 등과 군량을 모아 금산의 전지로 보냈다. 1594년윤두수(尹斗壽)가 체찰사로 삼남지방을 순시할 때 그를 참좌하였다. 또 변사정(邊士貞)·정염(丁焰) 등과 의병으로 활동한 공로가 평가되어 병조정랑에 오르고, 이어서 춘추관기사관·경기도사·남평현감(南平縣監)·예조정랑을 거쳐 1599년 영광군수(靈光郡守)로 임지에서 죽었다. 승정원도승지의 증직이 내리고, 원종공신(原從功臣) 2등에 책봉되었으며, 남원화산사(華山祠)에 봉안되었다. 저서로는 『어은유집』이 있다.[1]

## 과거 급제자
남원 양씨는 조선시대 문과 급제자 8명을 배출하였다.
고려 문과
양수생(楊首生) 양이시(楊以時)
고려 사마
양이시(楊以時)
문과
양공준(楊公俊) 양몽인(楊夢寅) 양사형(楊士衡) 양시우(楊時遇) 양시정(楊時鼎)
양시진(楊時晉) 양자유(楊子由) 양홍(楊洪)
생원시
양공준(楊公俊) 양몽거(楊夢擧) 양몽인(楊夢寅) 양사형(楊士衡) 양세기(楊世基)
양시성(楊時省) 양시익(楊時益) 양여력(楊汝櫟) 양진수(楊震燧) 양형기(楊炯基)
양홍(楊洪) 양회영(楊會榮)
진사시
양돈(楊墩) 양사헌(楊士獻) 양석룡(楊錫龍) 양선태(楊善泰) 양시면(楊時冕)
양시진(楊時晉) 양여매(楊汝梅) 양여백(楊汝栢) 양종해(楊宗楷)

## 항렬자
| 14세                    | 15세   | 16세                    | 17세   | 18세   | 19세   | 20세    | 21세    | 22세                 | 23세                    | 24세                    | 25세                    | 26세                    | 27세   | 28세    | 29세           | 30세                 | 31세                    | 32세                  | 33세           |
| ----------------------- | ------ | ----------------------- | ------ | ------ | ------ | ------- | ------- | -------------------- | ----------------------- | ----------------------- | ----------------------- | ----------------------- | ------ | ------- | -------------- | -------------------- | ----------------------- | --------------------- | -------------- |
| ○배(培) ○돈(墩) ○감(堪) | 공(公) | ○홍(洪) ○윤(潤) ○사(泗) | 사(士) | 시(時) | 여(汝) | ○거(擧) | ○화(華) | 기(基) 대(大) 세(世) | ○진(鎭) ○태(泰) ○응(應) | ○덕(德) ○중(重) ○숙(塾) | ○근(根) ○수(秀) ○종(宗) | ○환(煥) ○엽(燁) ○수(壽) | 재(在) | ○석(錫) | 영(泳) ○수(洙) | 병(秉) 동(東) 상(相) | ○섭(燮) ○만(萬) ○희(熙) | 준(埈) 규(圭) ○욱(旭) | 용(鏞) ○현(鉉) |

## 문화재
- 광제정
- 순창 구암정
- 남원양씨 종중 문서

## 같이 보기
- 청주 양씨
- 안악 양씨
- 중화 양씨
- 밀양 양씨